# 夏が来る、そして…
「夏が来る、そして…」（なつがくる、そして）は、大黒摩季の25枚目のシングル。

## 概要
表題曲は「夏が来る」のアンサーソングという形式で制作され、日本テレビ系『スポーツうるぐす』エンディングテーマとしても使用された。
前作に続きコピーコントロールCDが採用されている。
2018年現在、廃盤となっている。

## 収録曲
1. 夏が来る、そして…
作詞・作曲 大黒摩季／編曲 西平彰
2. flowin'
作詞・作曲 大黒摩季
3. 夏が来る、そして… (instrumental)

## 収録アルバム
夏が来る、そして…
- RHYTHM BLACK
- GOLDEN☆BEST 大黒摩季
- Greatest Hits 1991-2016 〜All Singles +〜

flowin
- RHYTHM BLACK（「Maki's Scat Mix」での収録）

※シングルバージョンはアルバム未収録